# Edwardsiella andrillae
Espèce
Edwardsiella andrillae est une espèce d'anthozoaires récemment découverte (en 2010) en Antarctique, sous la banquise. Cette espèce appartient à la famille des Edwardsiidae, qui regroupe des anémones vivant dans des terriers.

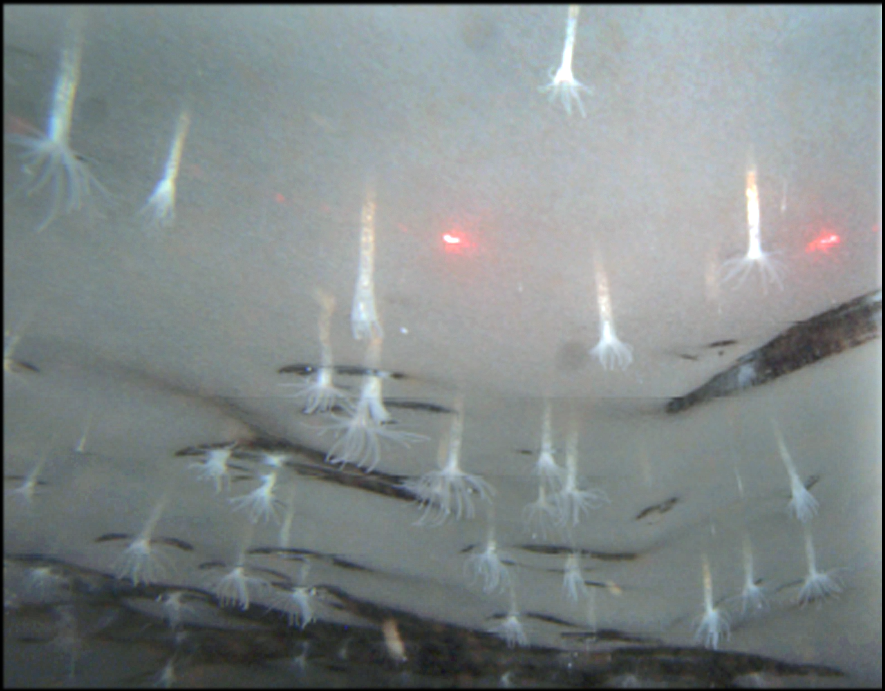
Edwardsiella andrillae, seule espèce d'anémone connue à s'enfouir dans la glace

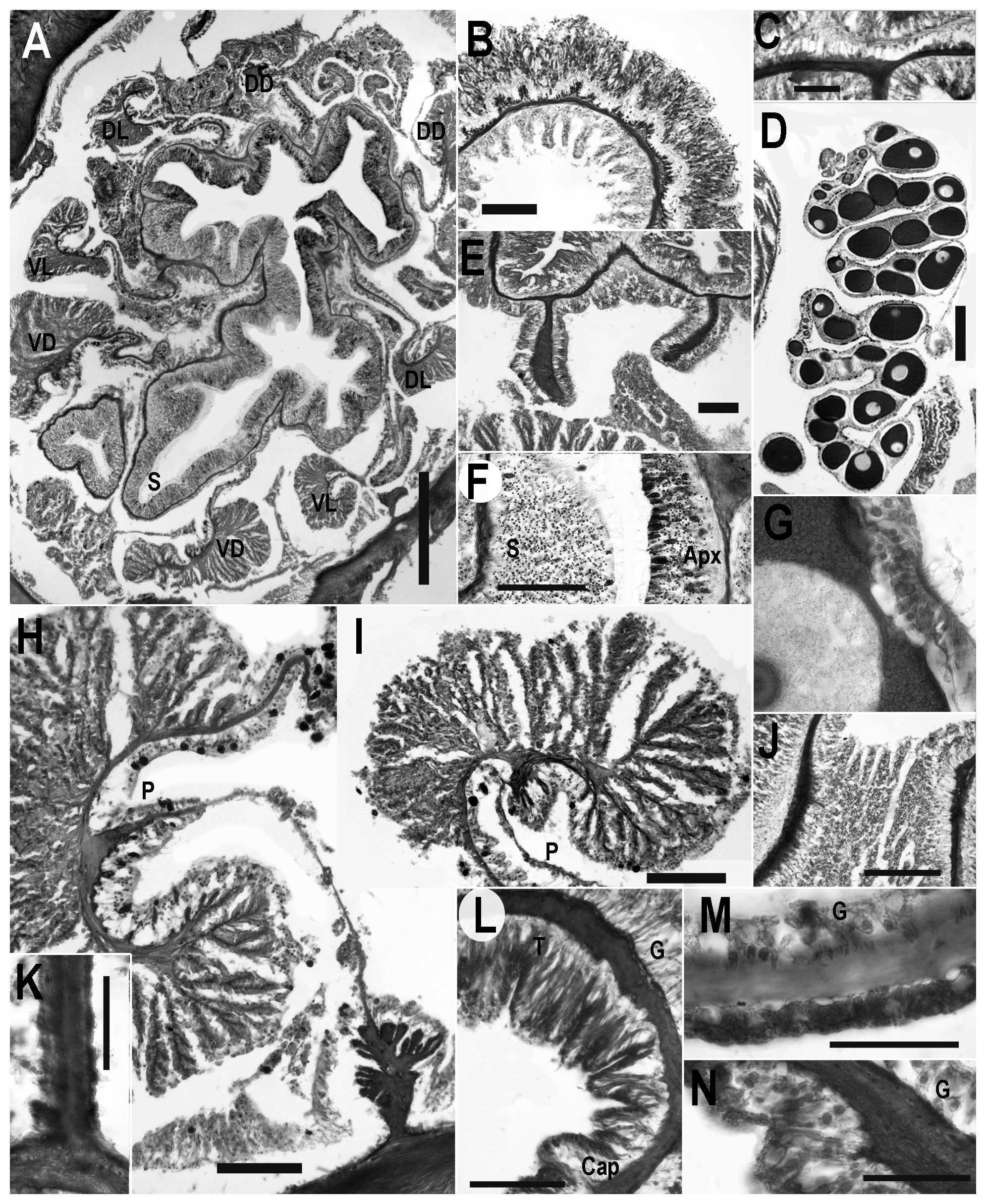
coupes histologiques
Échelle : barre noire = 100µm (sauf mention contraire)

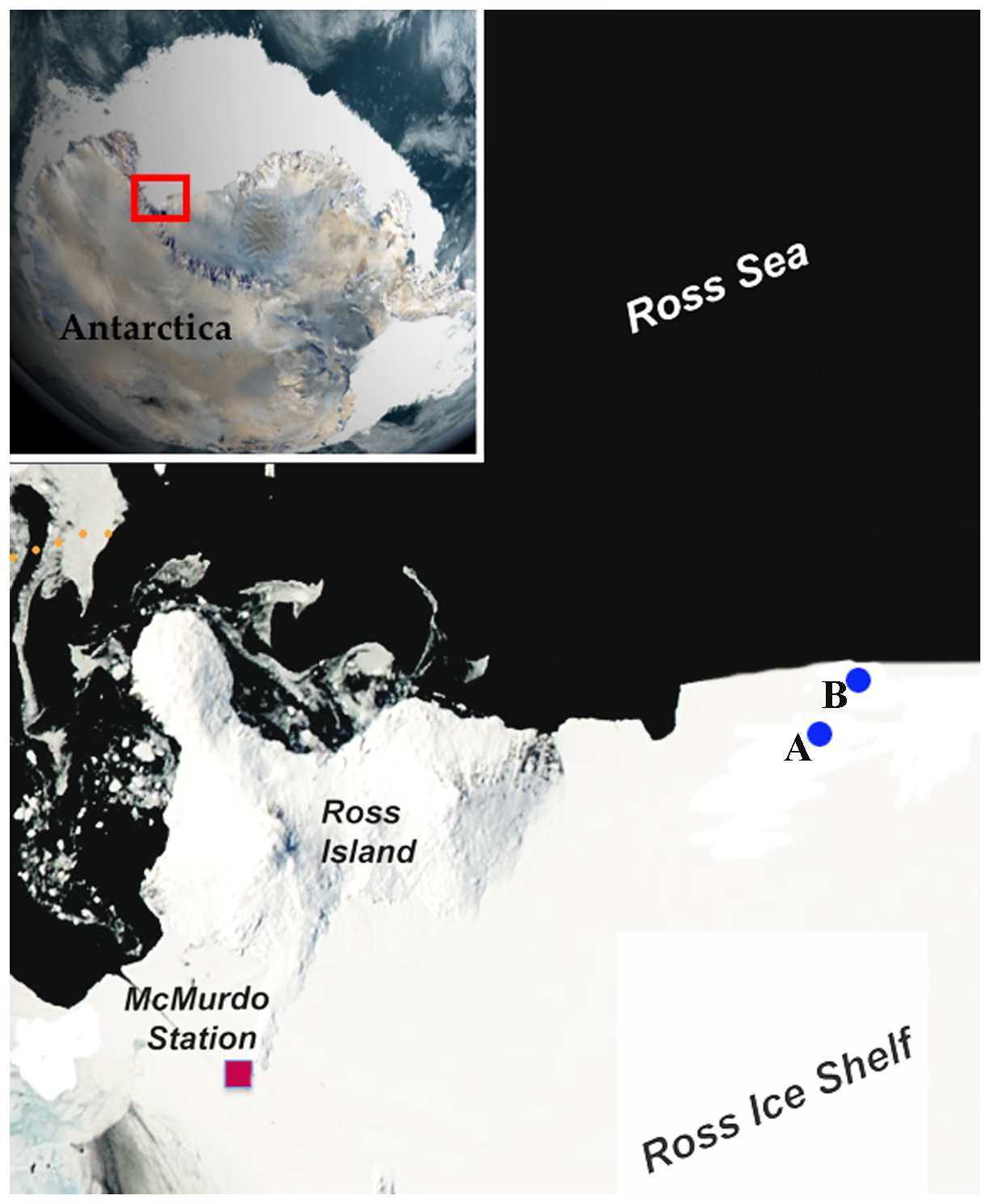
Localisation des premières observations

D'autres espèces d'anémones avaient été signalées en zone antarctique, trouvées dans des habitats variés, allant des grands fonds,, à des milieux hypersalins,,,, ou au contraire des estuaires hyposalins. 

Toutes les espèces d'Edwardsiella décrites avant celle-ci vivent sur eaux côtières.
Elle a été baptisée ainsi en l'honneur du programme de forage ANDRILL. 
Cette espèce a été découverte à l'occasion d'une mission d'exploration de la face inférieure de la banquise de Ross en Antarctique, filmée par un ROV (SCINI). À ce jour, il s'agit du seul représentant du genre Edwardsiella dans la région antarctique et le seul cnidaire du genre Edwardsiella pouvant  vivre avec la plupart de son corps enfoui et protégé dans la glace, en ne laissant que sa couronne de tentacules dans l'eau de mer.  

## Description
L'espèce se distingue de tous les autres cnidaires du même genre par le nombre de ses tentacules, par leur taille et par leur distribution. 

## Adaptations aux milieux extrêmes
L'anatomie et l'histologie d'Edwardsiella andrillae intrigue les scientifiques, car elle ne semble pas présenter de caractéristiques pouvant expliquer comment cet animal résiste aux défis de la vie dans son environnent (milieu extrême).

## Microbiome
Il a fait l'objet d'une étude publiée en 2016 par Murray & al. , de même que celui de 5 autres espèces de cnidaires ou coraux mous.  
Ce microbiote intéresse car pouvant jouer un rôle explicatif de la survie de cette espèce dans plusieurs milieux considérés comme extrêmes pour les cnidaires. D'autres études ont montré que le microbiote de métazoaires (dont anthozoaires) 
5 spécimens d'E. andrillae ont fait l'objet de prélèvements afin de comparer leur microbiote entre eux et avec ceux d'autres espèces plus ou moins proches, ce qui pourrait éclairer la phylogénétique de l'espèce et sa diversité de microbes symbiotes ou non. 
Cette étude a apporté des informations phylogénétiques substantielles et a conclu à un microbiome peu diversifié, avec seulement sept embranchements détectés, mais dans les 7 spécimens étudiés, les microbes variaient selon les individus (comme cela a aussi été constaté chez d'autres cnidaires). 
Parmi les cinq anémones étudiées, le microbiote semblait dominé par des microbes affiliés au groupe des Proteobacteria (Alphaproteobacteria et Epsilonproteobacteria) ou par des microbes affiliés aux  bactéries Tenericutes. 
Il y avait plusieurs types de séquences étroitement liés à celles de microbiomes d'anémone de mer de zone tempérée ou antarctique, sauf pour un représentant du groupe Acinetobacter.